# أراطوس

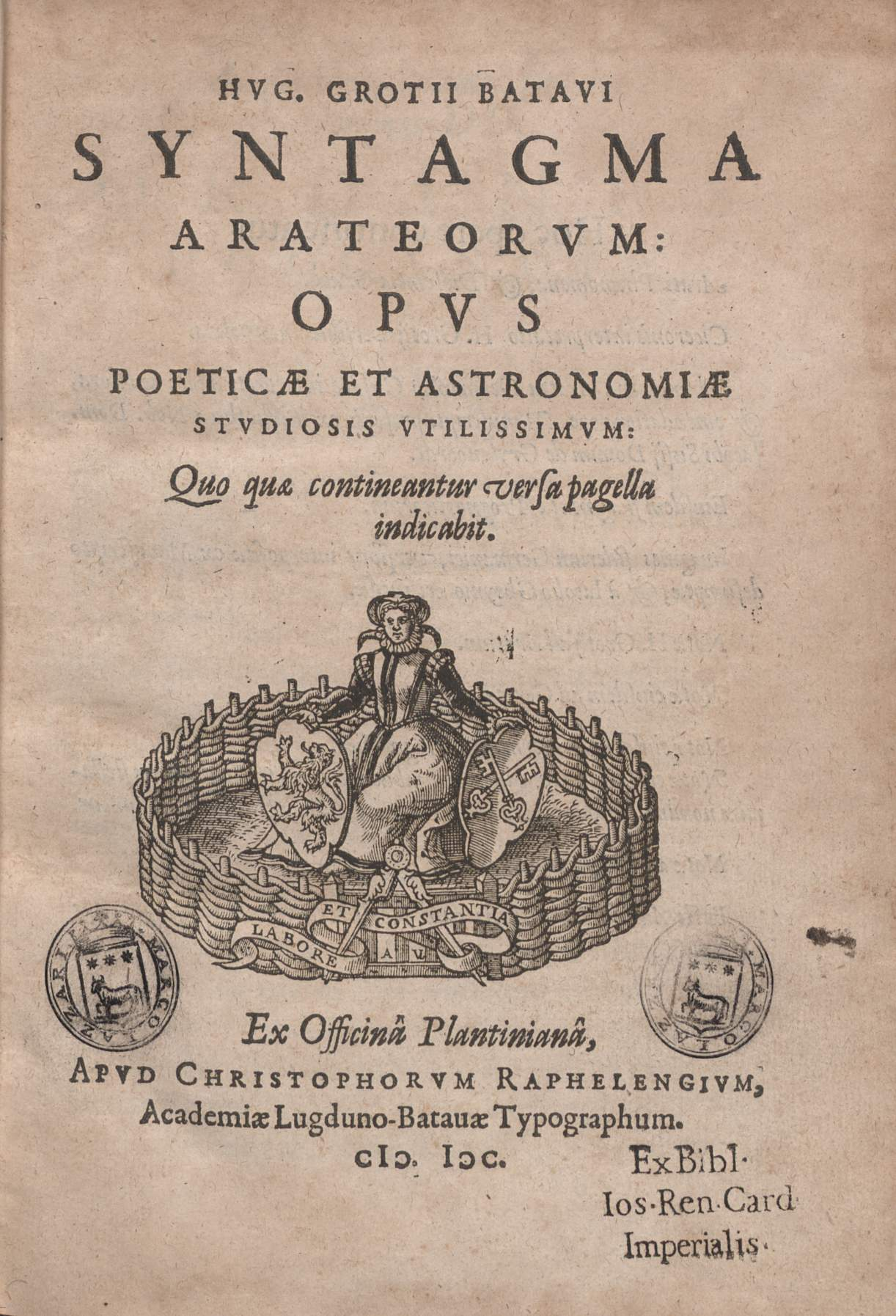
Phaenomena

أراطس وأراطوس السليائي شاعر يوناني تعلمي وكان معاصرا لكاليماخوس وثيوكريتوس ودرس مع مينيكراتس في إفسوس وفيليتاس في كوس. يحتمل أنه ولد تقريبا حوالي العام 315 ق م في صولي في قيليقية وكان قد دعي حوالي العام 276 ق م لبلاط أنتيغونوس الثاني غوناتاس المقدوني حيث كتب أشهر قصائده الظاهرات. ثم أمضى بعض الوقت مع أنطيوخس الأول السلوقي ولكنه بعدها عاد إلى مقدونيا ومات هناك حوالي العام 245 ق م.
أعمال أراطوس التي بقيت هي قصيدتين قصيرتين أو جزأين من قصيدة واحدة وهي مكتوبة في سداسية التفاعيل، وهي محاكاة لحكايات شعرية عن الفلك لإيودوكسوس من كنيدوس، كذلك عمل آخر لثيوفراستوس، والعمل به ملامح المدرسة الإسكندرية للشعر.
رغم أن أراطوس كان جاهلا في الفلك إلا أن قصيدته نالت استحسانا من متخصصين بهذا المجال مثل هيبارخوس الذي كتب ملاحظات عليها، وتمتعت بسمعة طيبة بين الرومان حيث ترجمها شيشرون وجرمانيكوس وأفيينوس، النسختان التي ترجمهما شيشرون لا تزالان باقيتان لكن كوينتليان لم يعجب بها بنفس قدره، وفرجيل حاكى جزءا منها في قصيدة له، واستشهد القديس بولس بأحد الأبيات من الأدعية الافتتاحية لزيوس، أما سيرة حياته فوجدت في نسخ كثيرة من كتاب إغريق عديدين.

## روابط خارجية
- أراطوس على موقع الموسوعة البريطانية (الإنجليزية)